# 圣热尔韦拉福雷
圣热尔韦拉福雷（法語：Saint-Gervais-la-Forêt，法語發音：[sɛ̃ ʒɛʁvɛ la fɔʁɛ]）是法国卢瓦-谢尔省的一个市镇，位于该省中部，属于布卢瓦区。

## 地理
圣热尔韦拉福雷（47°34'8"N, 1°21'36"E）面积8.97 平方千米，位于法国中央-卢瓦尔河谷大区卢瓦-谢尔省，该省份为法国中北部省份，北起厄尔-卢瓦省，东北接卢瓦雷省，东南接谢尔省，南至安德尔省，西南接安德尔-卢瓦尔省，西北接萨尔特省。
与圣热尔韦拉福雷接壤的市镇（或旧市镇、城区）包括：布卢瓦、塞莱特、沙耶、维讷伊。

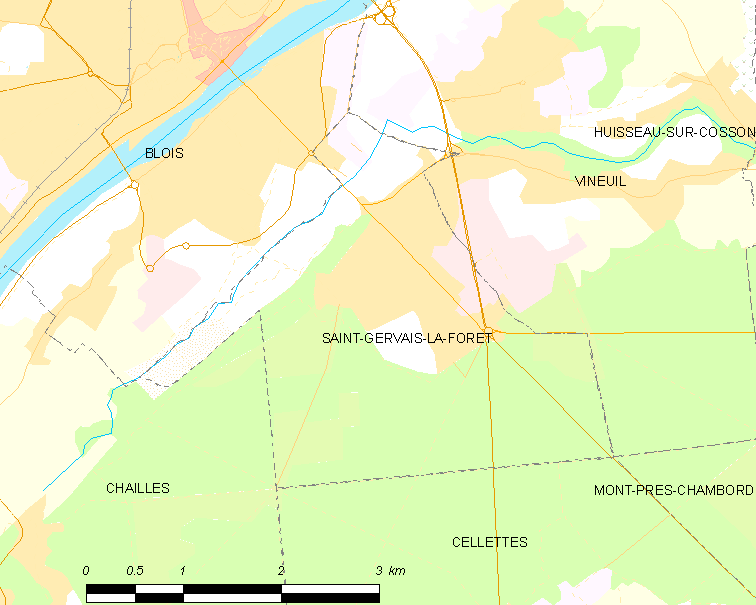
圣热尔韦拉福雷的OSM定位图

圣热尔韦拉福雷的时区为UTC+01:00、UTC+02:00（夏令时）。

## 行政
圣热尔韦拉福雷的邮政编码为41350，INSEE市镇编码为41212。

## 政治
圣热尔韦拉福雷所属的省级选区为维讷伊县。

## 人口

1962-2008年间圣热尔韦拉福雷人口变化图示

圣热尔韦拉福雷于2022年1月1日时的人口数量为3184人。